# Acestrocephalus maculosus
Acestrocephalus maculosus és una espècie de peix de la família dels caràcids i de l'ordre dels caraciformes.

## Morfologia
- Les femelles poden assolir 7,9 cm de llargària total.
- Nombre de vèrtebres: 39-41.[4]

## Hàbitat
Viu en zones de clima tropical.

## Distribució geogràfica
Es troba a Sud-amèrica: afluents del curs superior del riu Tocantins al Brasil.